# Phialemonium curvatum
Espèce
Phialemonium curvatum est un champignon ascomycète de la famille des Cephalothecaceae.